# ヒナアズキ

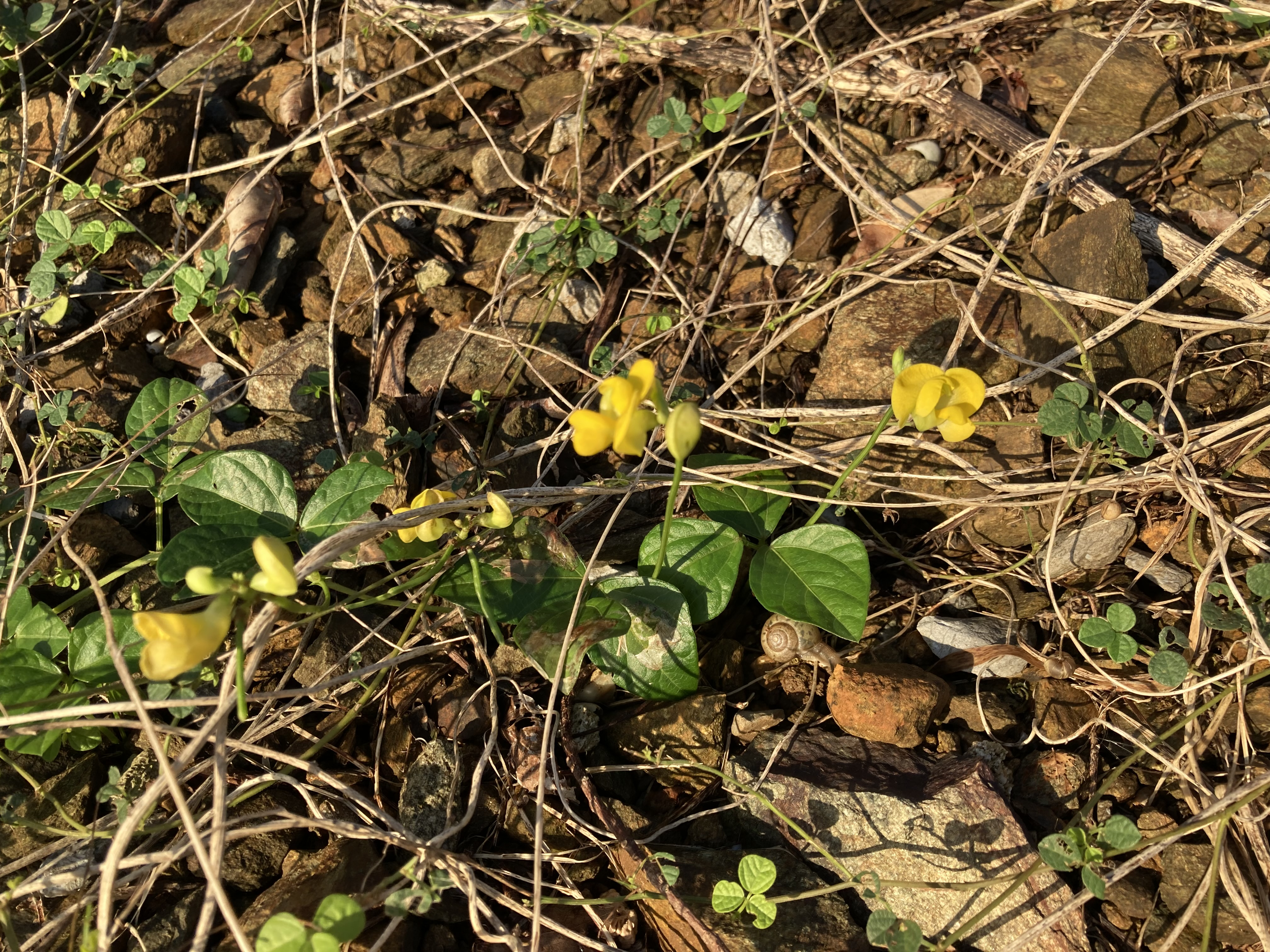
ヒナアズキの生育状況（沖縄県八重山郡竹富町小浜島にて撮影）

ヒナアズキ（雛小豆、学名：Vigna minima）はマメ科ササゲ属のつる性多年生草本。別名：コバノツルアズキ，ヒメハマアズキ。Vigna riukiuensis (Ohwi) Ohwi et H.Ohashiはシノニム。

## 特徴
葉はオオヤブツルアズキより小さい。小葉はやや厚く光沢があり、倒卵形から楕円形で、長さ2–4 cm、幅1.2–2 cm。最も幅の広い部分が真ん中より先端にある。小葉の先端は丸くなることが多いが、やや尖ることもある。
花は黄色で総状花序に咲く。竜骨弁がねじれる。小包は萼より短い。ほぼ一年を通じて開花する。
豆果は細長い棒状。種子のへそは凹み、縦溝がある。

## 分布と生育環境
南西諸島から台湾の岬や海辺の丘陵地に生育。

## 利用
アズキと交雑可能であり、強い塩分耐性を有することから、その機構に関して研究が進められている。